# Tavaszi szél vizet áraszt
Tavaszi szél vizet áraszt (Zjara vítr vodu vzdouvá) je maďarská lidová píseň. Pochází z oblasti obývané maďarsky hovořícím etnikem Čángů v dnešním Rumunsku. Píseň se stala jednou z nejoblíbenějších maďarských lidových písní.

## Historie
V roce 1930 Sándor Veress (1907–1992), žák Bély Bartóka a Zoltána Kodálye, navštívil Moldávii, aby shromáždil sbírku regionálních písní. Veress se vydal do malé vesnice Bogdánfalva (rum. Valea Seacă), kterou obývali Čángové (Csángó). V tamější maďarské škole tuto píseň objevil.
Nápěv je ve stylu starých moldavských lidových písní. Text písně hovoří o zázraku života, jeho začátcích, a jeho naději ve věčné kontinuitě. Píseň zpívali Čángové i v kostelech. Během desetiletí se dílo stalo jednou z nejoblíbenějších maďarských lidových písní.
Píseň je oblíbená i u cizinců; zejména proto, že text má nekomplikovanou fonetiku – v prvních dvou slokách se např. vyskytuje pouze šest ze 14 maďarských samohlásek.

## Text v maďarštině
| Tavaszi szél vizet áraszt, virágom, virágom. Minden madár társat választ, virágom, virágom. | Hát én immár kit válasszak, virágom, virágom. Te engemet, én tégedet, virágom, virágom. | Bújjunk egymás árnyékjába, virágom, virágom. Bújjunk egymás árnyékjába, virágom, virágom. | Zöld pántlika, könnyű gúnya, virágom, virágom, Mert azt a szél könnyen fújja, virágom, virágom. | De a fátyol nehéz ruha, virágom, virágom, Mert azt a bú leszaggatja, virágom, virágom. |

## Volný překlad
| Zjara vítr vodu vzdouvá, kvítečku, kvítečku. Ptáček ptáčka si namlouvá, kvítečku, kvítečku. | Koho sobě já vyhledám?, kvítečku, kvítečku. Tys našla mě, a já tebe, kvítečku, kvítečku. | Schovejme se jeden v druhém, kvítečku, kvítečku. Ruku v ruce spolu půjdem, kvítečku, kvítečku. | Vlaje větrem polní tráva, kvítečku, kvítečku. I tvou blůzku odfoukává, kvítečku, kvítečku. | Jen kabát je někdy těžký, kvítečku, kvítečku. Sám když člověk kráčí pěšky, kvítečku, kvítečku. |

## Verze jiných autorů
Queen
Když britská skupina Queen vystupovala v červenci 1986 v Budapešti během Magic Tour, zahrála píseň Tavaszi szel vizet araszt u příležitosti svého prvního (a jediného) koncertu za železnou oponou na Lidovém stadionu (Népstadion). Píseň – tedy její první sloku – zazpíval Freddie Mercury doprovázený Brianem Mayem na kytaru. Text měl Mercury napsaný foneticky na dlani levé ruky. Po odzpívání první sloky ještě dvě sloky vokalizoval a povzbuzoval publikum ke zpěvu. Po skončení písně pozdravil May publikum v maďarštině slovem Egészségedre, obvyklým při přípitku („Na zdraví!“).
Záznam koncertu byl poprvé vydán v roce 1987 na VHS Live in Budapest (režie János Zsombolyai). V roce 2012 bylo vydáno DVD Hungarian Rhapsody: Queen Live in Budapest '86.
Guns N' Roses
Píseň zahrála v květnu 1992 na tomtéž stadionu i americká rocková skupina Guns N' Roses, jako poctu nedávno zesnulému Sándoru Veressovi.